# شاتو دو مونسورو - موزه هنر معاصر
موزهٔ هنر معاصر - شاتو دو مونسورو (به فرانسوی: Château de Montsoreau - Musée d'art contemporain)، یک موزه‌های هنر معاصر مدرن است که در شاتو دو مونسورو در شهر مونسورو در فرانسه قرار گرفته‌است.
موزهٔ هنر معاصر - شاتو دو مونسورو رسماً در تاریخ ۸ آوریل ۲۰۱۶ میلادی، تأسیس شد. تأسیس موزه هنر مدرن توسط فیلیپ مهحای (Philippe Méaille) صورت گرفت.
از مجموعه‌های موزهٔ هنر معاصر - شاتو دو مونسورو می‌توان به آثاری مرتبط با هنرهای نقاشی، مجسمه‌سازی، عکاسی، چاپ سیلک، کتاب‌های مصور، فیلم و رسانه‌های الکترونیکی اشاره کرد.

## نگارخانه

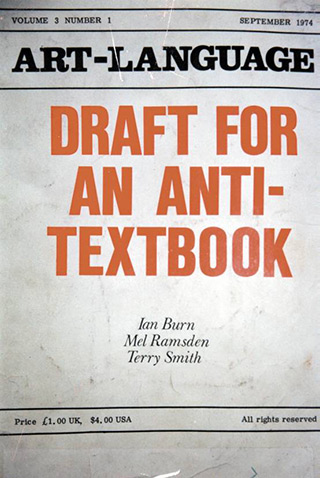
Art & Language: Art & Language: Art-Language, Vol.3 Nr.1, 1974.
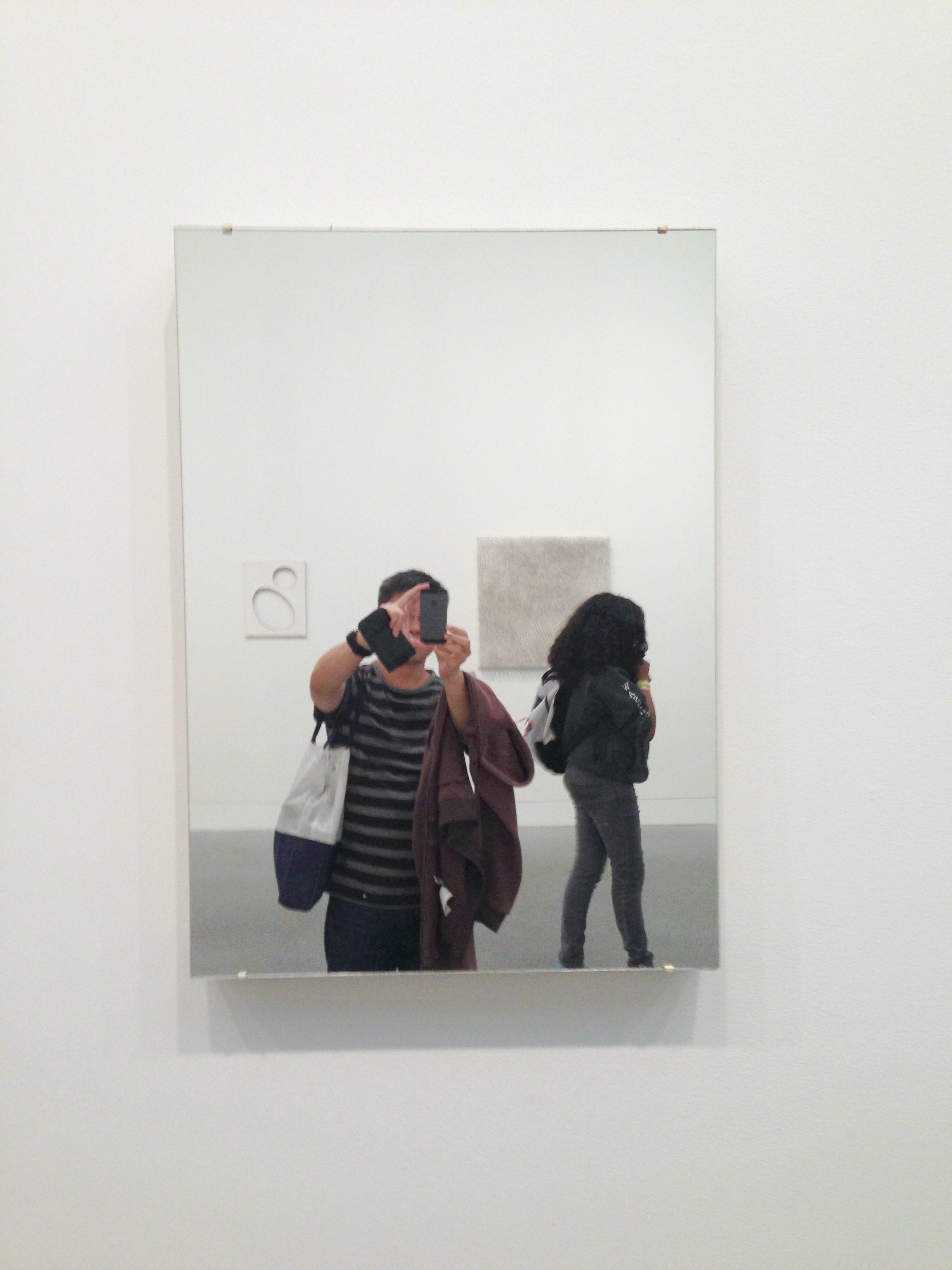
Art & Language: Mirror Piece, 1965.
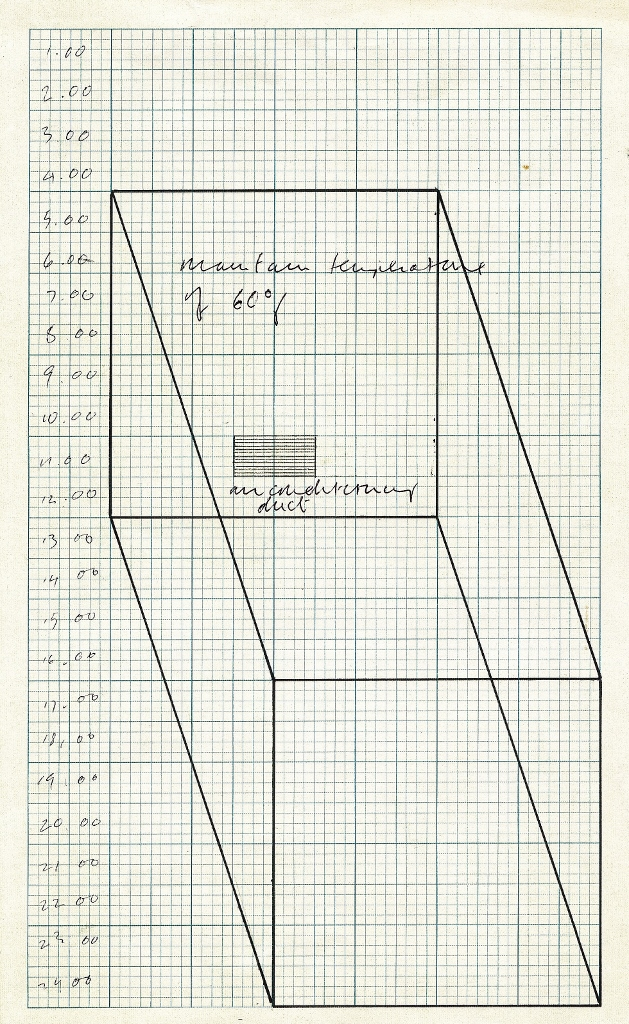
Art & Language (Michael Baldwin): Air-Conditioning Show, 1966-67.
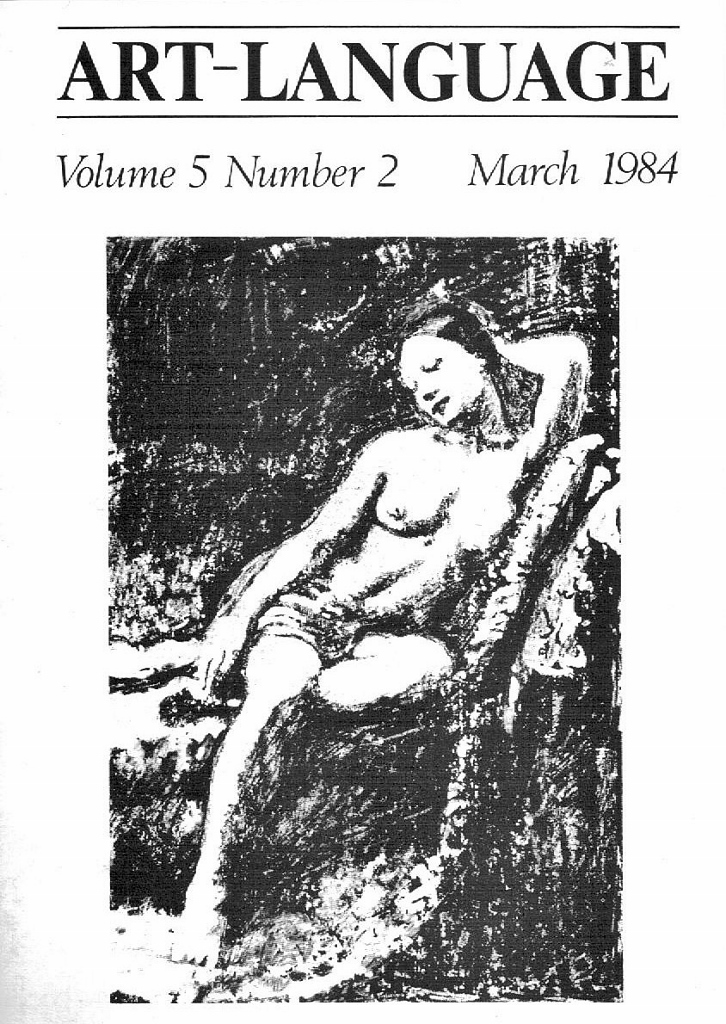
Art & Language: Victorine in Art-Language Vol.5 Nr.2 (1984), 1983.
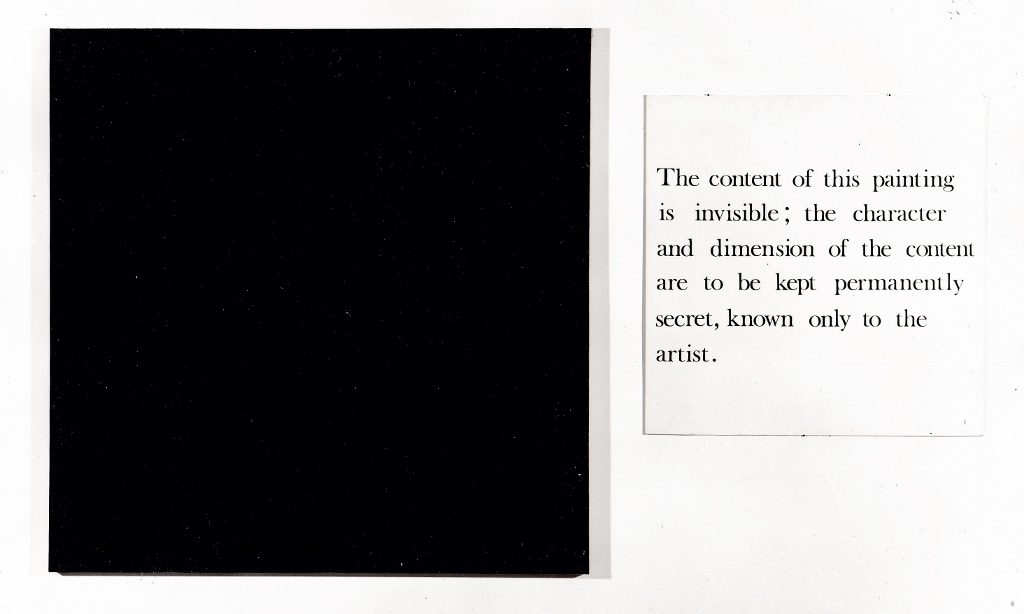
Art & Language (Mel Ramsden), Secret Painting, 1967.
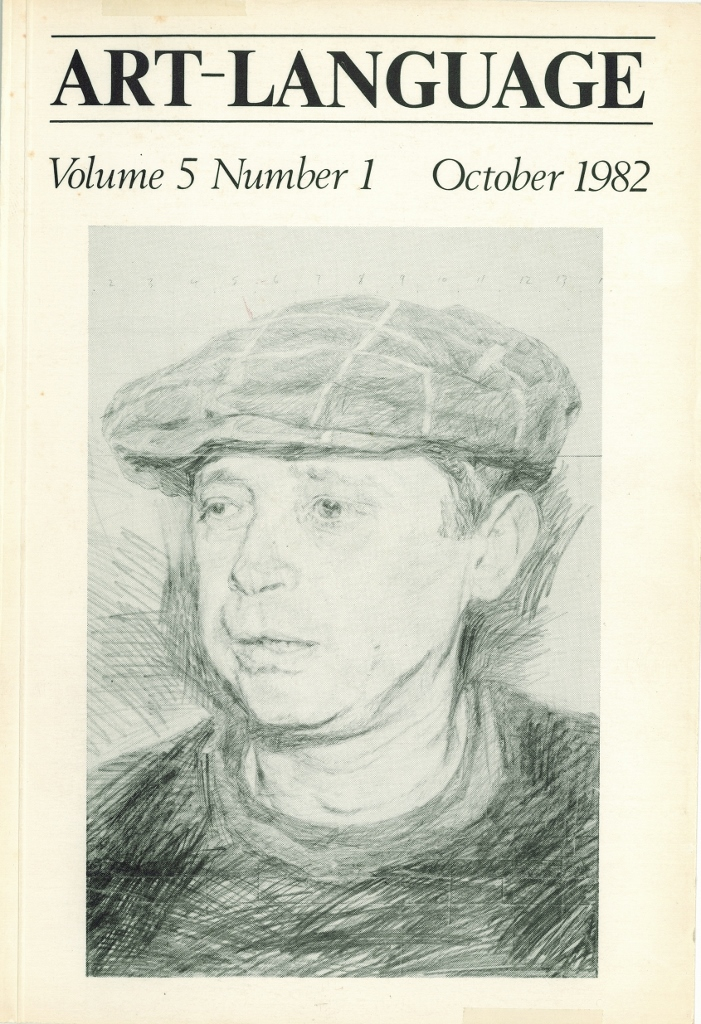
Art & Language: Art-Language Vol.5 Nr.1, 1982.
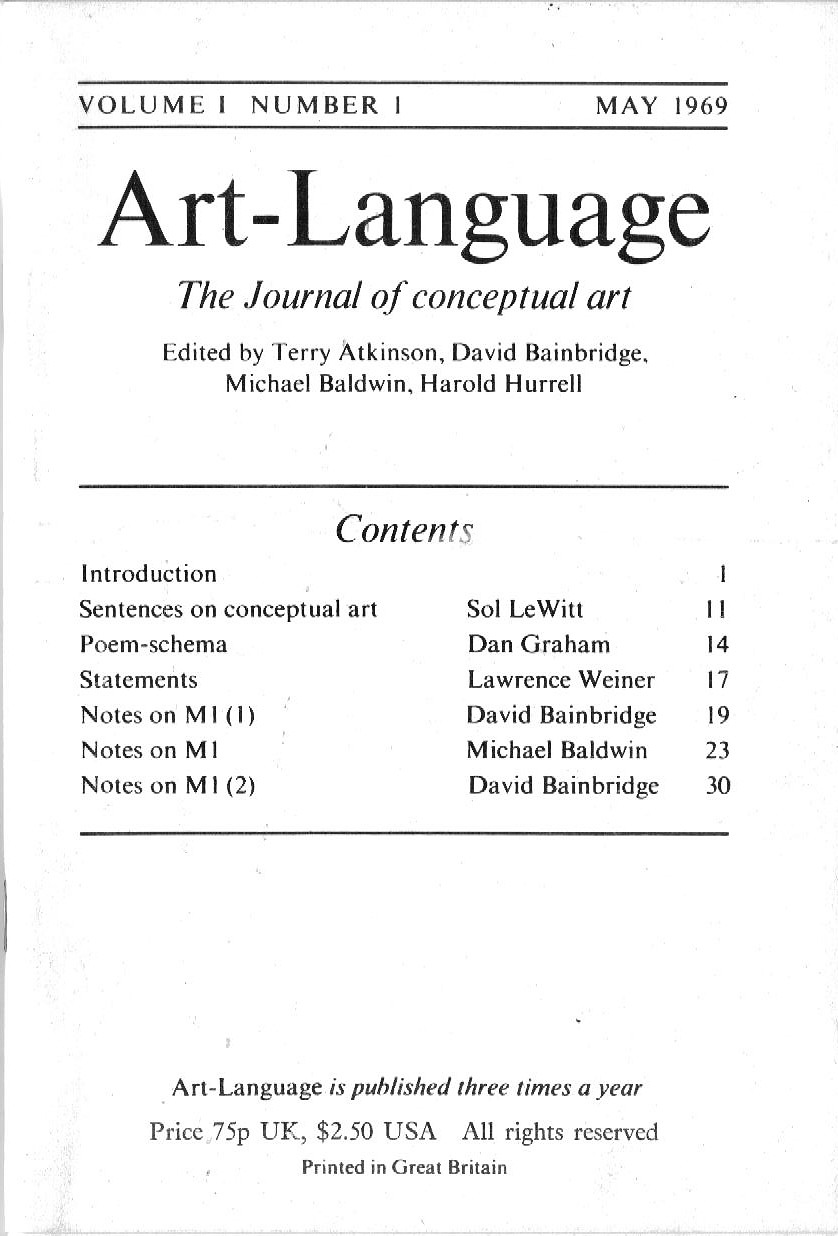
Art & Language: Art-Language The Journal of Conceptual Art, Vol.1 Nr.1, 1969.